# FXコンサルタント
株式会社FXコンサルタント（エフエックスコンサルタント）は北海道小樽市に本社を置き、外国為替証拠金取引のサポート業務等を行う企業。旧社名は株式会社小樽シーフーズ海商（おたるシーフーズうみしょう）。

## 概要
小樽シーフーズ海商は、生鮮食料品及び雑貨等の製造卸、小売りが主体の経営であった。当時の代表取締役社長・伊藤実は、テレビ、ラジオ、新聞などメディア露出が多く、キャッチコピーやキャラクター性もあり名物社長となっていった。 
新築移転後の店舗は「海鮮市場」とよばれる物販店と水産物、燻製等の加工場を併設、別部門で「海商レストラン」とよばれる飲食店インターネット販売、テレビショッピングに分かれていた。海商レストランは、海鮮バイキングと謳っており食べ放題の飲食店として寿司・刺し身・ボイルガニ（ケガニ、ズワイガニ）のほかエビ、カキ、ホタテなどの海鮮品を卓上にあるロースターを用いてのバーベキュー形式で提供した。 
2008年10月には有料会員制のスーパーマーケット「バッタランド」を新規開店し繁盛したものの、リーマン・ショックの煽りによる客足の冷え込み、2009年4月札幌市中央卸売市場から経営存続にかかわる故意的な売り止め行為が発生し報道に伴い信用不安が伝播して売上に伸び悩み、さらには長年に渡る業者の通謀による不正な巨額の過払い金の支払いにより資金繰りが悪化。
2009年6月にシーフーズ海商・バッタランド新川店・銭函店の改装を行い、悪化した経営を立て直そうと試みたが、追い打ちをかけるように中央卸売市場関係者、場外取引先業者の誹謗中傷の伝播により経営継続困難と判断され2010年1月をもって不渡り小切手、不渡り手形を出さずに事業の継続を停止して、全関連会社の任意整理に入った。 
2010年1月31日時点での小樽シーフーズ海商及び関連会社5社合計の債務総額は75億2千7百万円(内67億5千4百万円・金融債務:伊藤実個人保証債務)。 2月より任意整理開始し、2018年6月26日小樽市役所市民税未納税分和解を成立。また売り止め行為や過払い金といった訴訟案件も2018年9月15日をもって全て和解解決となった。これらにより現時点の株式会社小樽シーフーズ海商及び関連会社更に伊藤実個人の債務の返済は、全て完了した。

## 沿革
- 1986年 - 銭函市場（北海道小樽市銭函2丁目38-4）に食品製造、精肉、惣菜販売店として創業。
- 1990年4月1日 - 北海道小樽市銭函3丁目404番地に小樽シーフーズ海商を創業。1995年に法人化。
- 1997年9月 - 小樽市銭函3丁目15番地に新築移転。
- 2005年 - 銭函の店舗を拡張、「海商レストラン」を開店。
- 2006年 - 関連会社としてウミドットティヴィ(現在は小樽海商)を設立。
- 2008年10月7日 - バッタランド新川店をオープン、有料会員制（入会金500円・年会費500円）を導入したスーパーマーケットとして誕生。
- 2010年1月4日 - 負債75億2千7百万円で事業停止し任意整理に入った。
- 2018年9月15日 - 全債務任意整理和解成立終了。

## かつての店舗
- （本社）小樽シーフーズ海商（北海道小樽市銭函3丁目404番地）
- バッタランド新川店（北海道札幌市北区新川西1条4丁目1-1）   - 旧：マックスバリュ北海道新川店。現：スーパーアークスエクスプレス店
- 小樽うみしょう東苗穂店（北海道札幌市東区苗穂1条2丁目3-29） - 海商レストラン、2006年11月オープン。現：ユニクロ 札幌苗穂店
- 海鮮バイキング難陀-NANDA-（北海道札幌市中央区南5条西2丁目 サイバーシティビルB2F）   - 子会社「ウミドットティヴィ」より2010年2月海鮮バイキング難陀の営業を株式会社難陀・代表取締役見澤リエが引継ぐ。
  - 2011年代表取締役伊藤一枝就任。2012年代表取締役伊藤実就任。2013年代表取締役伊藤一枝就任。
  - 2014年3月代表取締役に伊藤実が就任、2019年7月29日現在経営継続中である。尚、和久武志は2012年から2014年の間、仕入部長として難陀の店舗管理をしていた。現在は業務課長として稼働している。

子会社
- ウミドットティヴィ株式会社（2008年5月設立、資本金4億円、代表取締役・伊藤実）
- 株式会社シーフーズ海商（北海道小樽市銭函3-404、名義借りの代表者・和久武志）
- 有限会社赤井川食品（赤井川村字赤井川、名義借りの代表者・和久武志、2002年2月設立、業種・食品加工業）
  - くみあい食品より2007年2月に株式会社小樽海商が買収し、4月より傘下となった[1]。漬物の製造業。おつけもの食堂を展開。
- 有限会社シーフーズカイ（北海道小樽市銭函3丁目404、2003年5月設立、業種・卸売業）
- 有限会社彩海
- UMIインテリジェントサービス株式会社